# Anton Walbrook
Anton Walbrook (Wenen, 19 november 1896 – Garatshausen, 9 augustus 1967) was een Oostenrijks acteur.

## Levensloop
Anton Walbrook werd in 1896 in een kunstenaarsfamilie geboren als Adolf Wohlbrück. Na zijn studie in Wenen en Berlijn nam hij toneellessen aan de school van Max Reinhardt. Tijdens de Eerste Wereldoorlog werd hij gevangengenomen door de Fransen. Na de oorlog was hij werkzaam als toneelacteur in München, Dresden en Berlijn. Hij speelde in die periode ook af en toe mee in stomme films, maar pas na de intrede van de geluidsfilm schakelde hij definitief over naar het witte doek. In 1936 emigreerde Wohlbrück, die half-Joods en homoseksueel was, over Frankrijk en de VS naar Groot-Brittannië. Tijdens zijn ballingschap nam hij de artiestennaam Anton Walbrook aan. Destijds vertolkte hij in films dikwijls de rol van elegante, geheimzinnige buitenlander. Na de Tweede Wereldoorlog maakte hij zijn rentree op Duitse podia in Düsseldorf, Hamburg en Stuttgart. Hij speelde toen ook regelmatig mee in internationale filmproducties.
Walbrook stierf op 70-jarige leeftijd aan de Starnberger See aan de gevolgen van een hartaanval.

## Filmografie
- 1923: Martin Luther
- 1932: Der Stolz der 3. Kompanie
- 1932: Drei von der Stempelstelle
- 1932: Melodie der Liebe
- 1933: Walzerkrieg
- 1933: Viktor und Viktoria
- 1933: Keine Angst vor Liebe
- 1934: Die vertauschte Braut
- 1934: Georges et Georgette
- 1934: Maskerade
- 1934: Die englische Heirat
- 1935: Regine
- 1935: Der Student von Prag
- 1935: Ich war Jack Mortimer
- 1935: Der Zigeunerbaron
- 1936: Der Kurier des Zaren
- 1936: Allotria
- 1936: Michel Strogoff
- 1936: Port Arthur
- 1937: The Rat
- 1937: The Soldier and the Lady
- 1937: Victoria the Great
- 1938: Sixty Glorious Years
- 1940: Gaslight
- 1941: Dangerous Moonlight
- 1941: 49th Parallel
- 1943: The Life and Death of Colonel Blimp
- 1945: The Man from Morocco
- 1948: The Red Shoes
- 1949: The Queen of Spades
- 1950: La Ronde
- 1952: Le Plaisir
- 1954: L'Affaire Maurizius
- 1955: Lola Montès
- 1955: Oh... Rosalinda!!
- 1957: Saint Joan
- 1958: I Accuse!